# 宝島
『宝島』（たからじま、Treasure Island ）は、1883年に出版されたロバート・ルイス・スティーヴンソンによる子供向け海洋冒険小説。

## 概要
1881年から翌82年まで子供向け雑誌『Young Folks』誌に連載され、1883年に単行本化された。
原題は『The Sea Cook, or Treasure Island』（海のコック、あるいは宝島）だったが、後に『Treasure Island』（宝島）に改題され、広く親しまれるようになる。もともとはスティーヴンソンが妻の連れ子のロイド少年のために書いたものである。
長きにわたって教養小説として、あるいは冒険小説として読まれている。特に登場人物である海賊のジョン・シルバーはその不道徳な言動からも児童文学には珍しい存在である。

## ストーリー

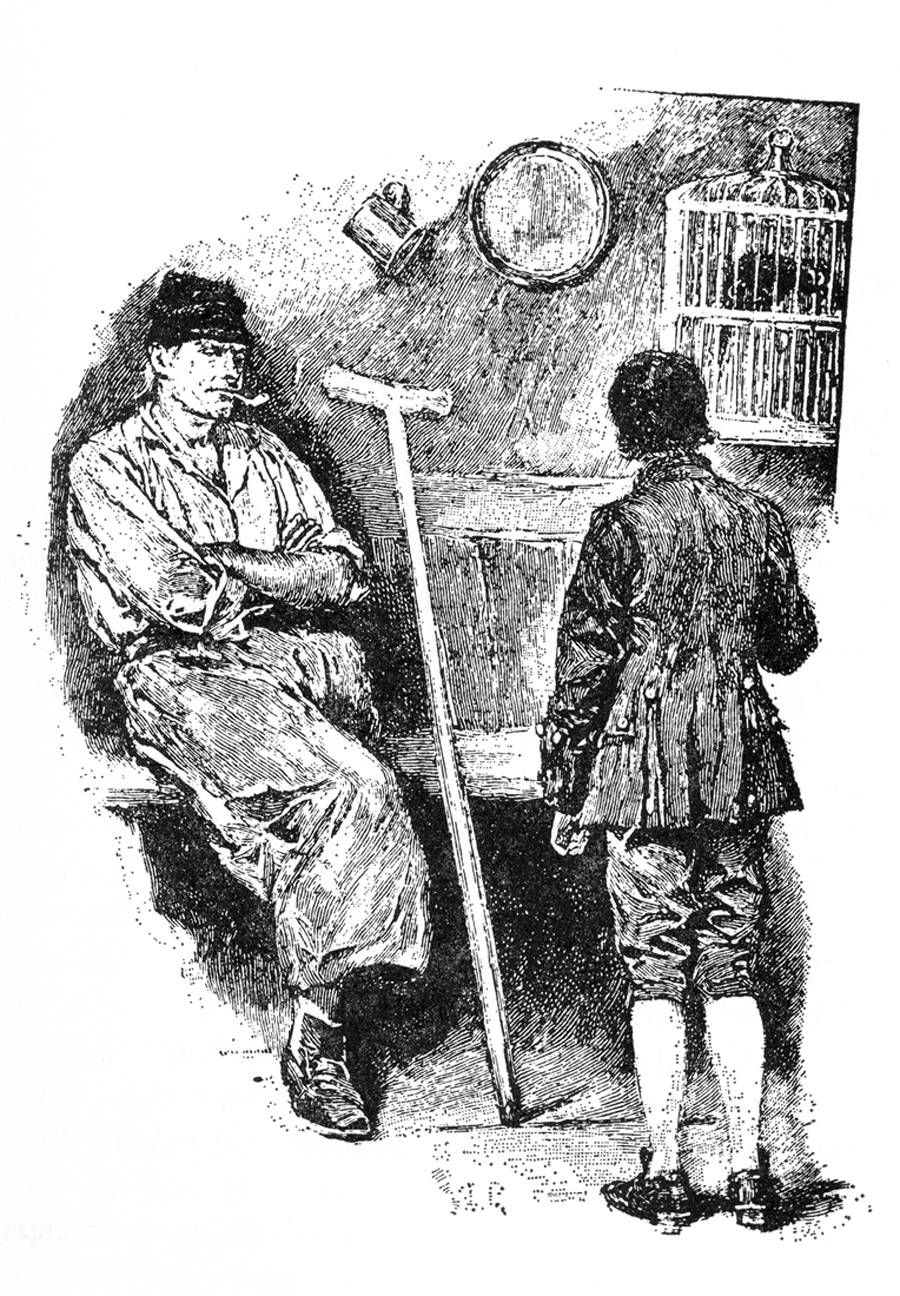
ジョン・シルバーとジム・ホーキンズ

本作はジム・ホーキンズが少年時代に体験した大冒険の回顧録という形が取られている。ホーキンズは周囲にせっつかれ、「宝島」の位置は秘密にしつつ、恐ろしくもスリリングだった物語を書き留めるためペンを走らせる。
物語は、ある海辺のさびれた宿屋「ベンボー提督」亭に、ビリー・ボーンズという、顔に刀傷があり大きな箱を抱えた謎の大男が現れるところから始まる。ビリー・ボーンズは追手である「片足の男」に脅え、ホーキンズ少年に「片足の男に気をつけろ。4ペンス銀貨をやるから、片足の男が現れたらすぐ俺に知らせろ」と言いつける。
やがてビリー・ボーンズの周囲に、彼を追ってきたと思われる怪しげな人物が出没するようになる。ボーンズは次第にラム酒浸りになり、ある晩、一枚の紙切れを見せられたところショックにより死んでしまった。ホーキンズ少年は地元の郷士であるトレローニとリブシー医師とともにボーンズの箱を調べ、帳面から彼がかつてフリント船長という海賊の船の一味であったこと、海賊団は集めた財宝を大西洋のある孤島に隠したことを知り、そしてその島の位置を記した地図を見つける。トレローニとリブシーはブリストルで船を仕立て、財宝を探しに行くことになった。航海には素人のトレローニは、波止場で居酒屋を開いていたジョン・シルバーという片足の男の助けを借りて乗組員を集め、シルバー自身もコックとして船に乗り込んだ。やがて、ホーキンズ少年をはじめとする一行を乗せた船はブリストルを出港する。
一行は航海の末に宝島にたどり着くが、シルバーはかつてフリント海賊団の一味であり、自分が集めた海賊仲間と共に島で反乱を起こす。幸運にもホーキンズが事前に反乱の計画を耳にし、船長のスモレットに通報していたおかげで船長以下、トレローニとリブシーも辛くも脱出し、島で海賊一味との戦いがはじまる。海賊たちの間にも内輪もめが起き、かつてこの島に置きざりにされた元海賊のベン・ガンの助けを借りて、一行は海賊たちを撃退し、財宝を手に入れることに成功する。
生き残ったジョン・シルバーは降伏し、ホーキンズたち一行と共に島を離れるが、イギリスでの処罰を恐れ、帰途に寄航したカリブのある島で銀貨数袋をくすねて脱走し姿を消す。イギリスに帰り着いた一行は、財宝を分配し、それぞれの道を歩むことになった。
かくして命がけの大冒険はホーキンズにとっても過去の出来事となったが、未だに時折、シルバーのオウム「フリント船長」のけたたましい鳴き声が脳裏に響くのだった。

## 訳書(現行版)
- 『宝島』海保眞夫訳、岩波少年文庫、2000年
- 『宝島』村上博基訳、光文社古典新訳文庫、2008年
- 『宝島』鈴木恵訳、新潮文庫、2016年
- 『宝島』坂井晴彦訳、福音館文庫、2002年
- 『宝島』金原瑞人訳、偕成社文庫、1994年

## 派生作品
頻繁に劇やテレビドラマ、映画、アニメなどの題材となっている。イギリス・BBC放送局でも少なくとも3回テレビ化され、2002年にはディズニーが舞台を宇宙に移した『トレジャー・プラネット』を制作発表した。その後Starzがそれに先立つ物語として、テレビドラマシリーズ『Black Sails』を制作した。日本では中沢啓治が漫画化している。小説が有名になったために、「宝島」という言葉が一般に広まり、ゲームや遊園地の乗り物などに使われるようになっている。

### 映画
- 宝島（Treasure Island、1934年公開 メトロ・ゴールドウィン・メイヤー製作　ジム・ホーキンズ：ジャッキー・クーパー、ジョン・シルバー：ウォーレス・ビアリー）
- 宝島（Treasure Island、1950年公開（日本公開は1951年） ウォルト・ ディズニー・プロダクション / ウォルト・ディズニー・ブリティッシュ・フィルムズ製作　ジム・ホーキンズ：ボビー・ドリスコール、ジョン・シルバー：ロパート・ニュートン）
- どうぶつ宝島（1971年公開 東映動画製作）
- 宝島（1987年公開 東京ムービー製作 下記のテレビシリーズの総集編）
- マペットの宝島（Muppet Treasure Island、1996年公開（日本公開は1996年） ウォルト・ディズニー・ピクチャーズ / ジム・ヘンソン・カンパニー（英語版）製作　ジム・ホーキンズ：ケヴィン・ビショップ、ジョン・シルバー：ティム・カリー）
- トレジャー・プラネット （Treasure Planet、2002年公開（日本公開は2003年） ウォルト・ディズニー・ピクチャーズ製作のアニメーション映画。舞台を宇宙に翻案している。　ジム・ホーキンズ：ジョセフ・ゴードン＝レヴィット、ジョン・シルバー：ブライアン・マーリー（英語版））
- ドラえもん のび太の宝島（2018年3月公開 シンエイ動画製作）映画ドラえもんの第38作目。本作を題材としている。

### ビデオ作品
- スターレジェンド（Treasure Island、1987年発売、284分、イタリア・西ドイツ・フランス・アメリカの共同制作によるドラマ。舞台を宇宙に翻案している。木曜洋画劇場放送時のタイトルは「銀河アドベンチャー／ＳＦ宝島」。）

### テレビスペシャルアニメ
- 新宝島（虫プロダクション）

1965年1月3日にフジテレビで放映。単発のテレビスペシャルアニメの第一号と位置づけられる。手塚治虫の同名コミックとは無関係。

### テレビアニメ
- 宝島（東京ムービー新社）
1978年10月8日～1979年4月1日の毎週日曜18:30-19:00に日本テレビ（JST）で放送。
- 1959年MEL-O-TOONS 内で「Treasure Island」を放映。子供向けのカートゥーン。
- 1973年にアメリカで「Treasure Island」題でノーム・プレスコットがアニメ化している。日本でも放映された。

### パソコンゲーム
- 『TREASURE ISLAND』DATA POP､1984年､PC-8800シリーズ､アドベンチャーゲーム｡

### オーディオ・ドラマCD
- 宝島（2002年）ジム・ホーキンズ役は声優の浪川大輔が担当。

### 漫画
- 宝島 : 海ぞくの宝をさがせ（桜多吾作作画、学習研究社、1979年）[2]
- 宝島（中沢啓治作画、汐文社、1994年、ISBN 4811302621）[3]